# Communauté rurale de Diégoune
La communauté rurale de Diégoune est une communauté rurale du Sénégal située en Casamance, dans le sud du pays.

## Administration
Elle fait partie de l'arrondissement de Tendouck, du département de Bignona et de la région de Ziguinchor.
Les trois villages de la communauté rurale sont :
- Diégoune
- Djimande
- Kagnobon.